# Treccia al burro

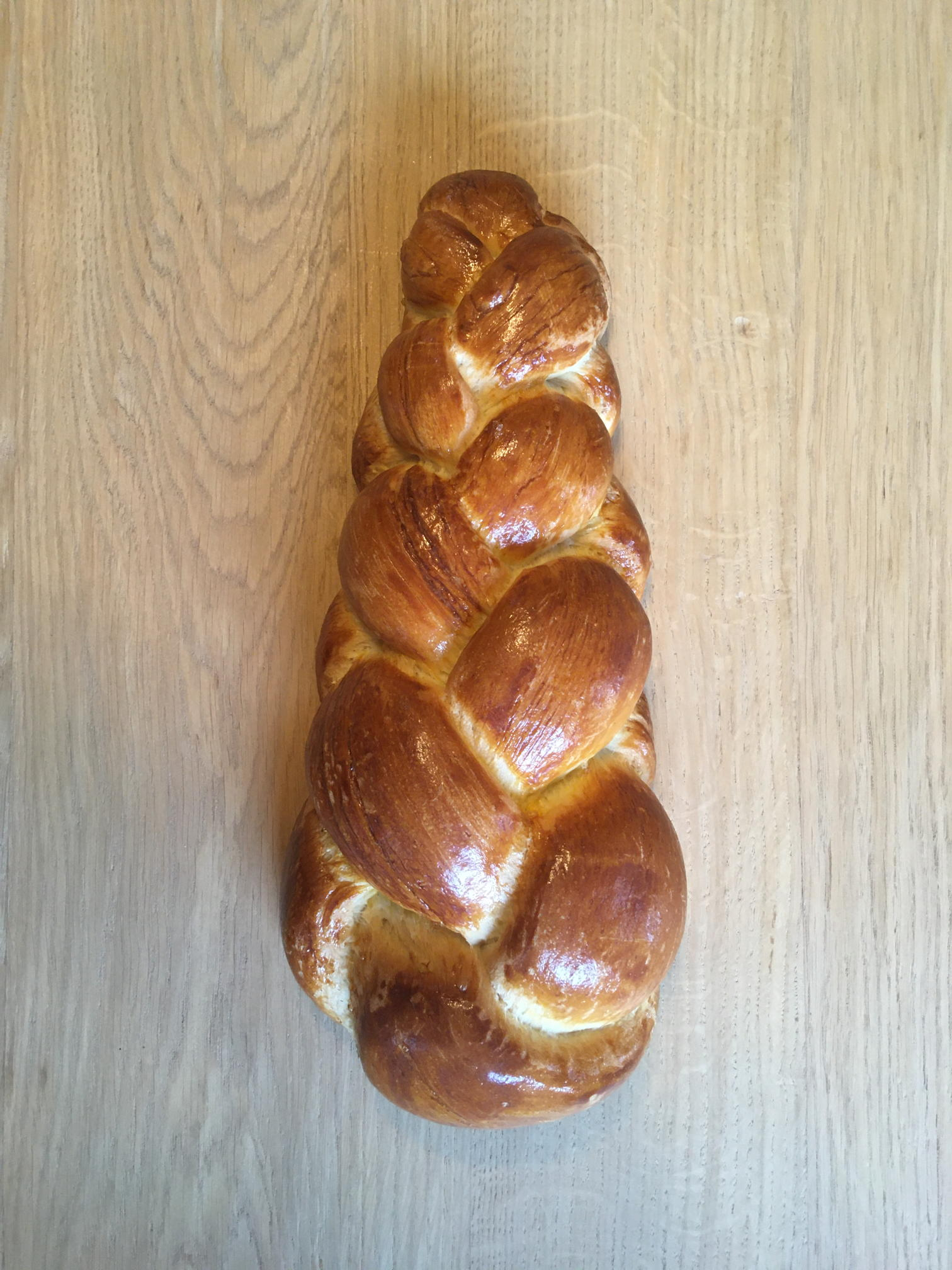
Treccia al burro

La treccia o treccia al burro (zopf o züpfe in tedesco, tresse au beurre in francese) è un tipo di pane svizzero originario del canton Berna fatto con farina, latte, uova, burro e lievito. L'impasto è spennellato con tuorlo d'uovo prima di metterlo in forno, per rendere la sua crosta dorata.
Viene cotto in forno nella forma di una treccia e viene tradizionalmente mangiato la domenica mattina. Una variante sveva è nota come hefekranz (oppure hefezopf) e si distingue dalla classica treccia per la sua dolcezza.